# Жюль Мишле (броненосный крейсер)
Броненосный крейсер «Жюль Мишле» (фр. Jules Michelet) — боевой корабль французского флота начала XX века. Являлся развитием крейсеров типа «Леон Гамбетта». Построен в единственным экземпляре. Его дальнейшим развитием стал «Эрнест Ренан».

## История
В начале XX века, Великобритания, наконец признала низкую эффективность своего флота бронепалубных крейсеров в деле защиты коммуникаций от рейдеров противника, и перешла к массовому строительству броненосных крейсеров. Это вызвало немедленный ответ французского адмиралтейства, традиционно делавшего ставку на крейсерскую войну против Британии и на превосходство французских броненосных крейсеров над британскими бронепалубными. Чтобы сохранить положение дел, французы заложили серию очень больших броненосных крейсеров типа «Леон Гамбетта», превосходивших по боевым возможностям первые британские броненосные крейсера.

## Конструкция
По конструкции, крейсер «Жюль Мишле» был почти идентичен крейсерам типа «Леон Гамбетта», имея те же размерения корпуса и большее на 1500 тонн водоизмещение. Архитектура его корпуса и надстроек повторяла таковую у прототипа, отличаясь лишь незначительными деталями.

### Вооружение
Основу вооружения крейсера «Жюль Мишле» составили четыре новых 194-мм 50-калиберных орудия образца 1902 года. Эти пушки были значительно мощнее и совершеннее предшествующих 40-калиберных орудий. Они располагались попарно в двухорудийных башнях, одной в носу крейсера на полубаке, и одной в корме на главной палубе. Их скорострельность достигала 4 выстрелов в минуту; дальность стрельбы превышала 14 километров.
Значительно изменилось вспомогательное вооружение. Оно все еще состояло из двенадцати 163-мм 45-калиберных скорострельных орудий образца 1896 года, но эти орудия теперь были расположены в восьми одноорудийных башнях — по четыре на каждый борт — и четырех казематах, два носовых на верхней и два кормовых на главной палубе. Таким образом была значительно улучшена живучесть артиллерии вспомогательного калибра.
Противоминное вооружение состояло из двадцати четырех 47-миллиметровых орудий Гочкисса, в казематах на верхней палубе и на крыше надстроек. Такое вооружение уже не соответствовало требованиям борьбы с новыми, более крупными и быстрыми эсминцами; однако, для броненосного крейсера оно все еще считалось допустимым, так как оперирующий в океане корабль едва ли подвергался значительному риску атаки миноносцев. Как дань традиции, крейсер все еще нес два 450-миллиметровых подводных торпедных аппарата в центре корпуса, стреляющих перпендикулярно курсу.

### Броневая защита
Броневая защита «Жюль Мишле» соответствовала по схеме броневой защите крейсеров типа «Леон Гамбетта». Традиционный для французов пояс по ватерлинии защищал борт от штевня до штевня; он был изготовлен из крупповской закаленной стали, более прочной чем гарвееская броня. Высота пояса равнялась 3,5 метрам, из которых 1 метр находился ниже ватерлинии. Толщина пояса в центральной части достигала 150 миллиметров; к верхней кроме он утоньшался до 120 миллиметров, и в оконечностях его толщина не превышала 100 миллиметров (70 мм у верхней кромки).
Подобно крейсерам типа «Леон Гамбетта», «Жюль Мишле» имели две броневые палубы, разделенные слоем из небольших герметичных отсеков, предназначенных для локализации повреждений. Нижняя броневая палуба имела толщину в 45 миллиметров; она имела скосы толщиной в 65 миллиметров по краям, соединявшиеся с нижней кромкой броневого пояса. Верхняя броневая палуба имела толщину в 35 миллиметров, она была плоской и опиралась на верхние края броневого пояса. Вместе, главный пояс и скосы броневой палубы формировали защиту эквивалентом более 200 миллиметров для жизненно важных частей корабля.
Башни главного калибра были защищены 200 миллиметровой броней, их барбеты защищались 180 миллиметровыми плитами. Башни вспомогательного калибра были защищены 165 миллиметровыми и 130 миллиметровыми плитами; их барбеты защищались 130 миллиметровыми плитами. Казематы орудий противоминного калибра защищались 75 миллиметровой броней.

### Силовая установка
Силовая установка крейсера была трехвальной; три вертикальные машины тройного расширения, питаемые паром от двадцати восьми котлов Дю Темпля обеспечивали мощность в 30000 л.с., чего хватало для достижения 22,5 узлов на мерной миле. Дальность плавания на экономичных 10 узлах составляла 12500 км.

## Оценка проекта
Являясь развитием крейсеров типа «Леон Гамбетта», крейсер «Жюль Мишле» стал ещё одним шагом в эволюции французских броненосных крейсеров. По сравнению с прототипом, он имел более мощное вооружение главного калибра, и более рационально расположенное вспомогательное вооружение. Как и все французские броненосные крейсера, он отличался прекрасной мореходностью, эффективной броневой защитой и несколько облегченным вооружением.
По боевым возможностям, крейсер этого типа значительно превосходил ранние британские броненосные крейсера типа «Кресси» и «Дрейк», равно как и малые броненосные крейсера типа «Монмаут» и «Девоншир». Его бронирование было рассчитано на надежную защиту ватерлинии от попаданий неприятельских фугасных снарядов — способных разбить борт и снизить скорость корабля — и, имея превосходство в скорости, «Жюль Мишле» всегда мог уйти от своих противников.
Фундаментальным недостатком этого корабля стала затянувшаяся постройка. Заложенный в 1904 году, крейсер вступил в строй только в 1908, когда появление турбинных линейных крейсеров во флотах Великобритании и Германии разом сделало броненосные крейсера устаревшими. Созданный для океанского рейдерства, «Жюль Мишле» уступал линейным крейсерам в скорости, а его вооружение не представляло для них никакой опасности.